# شهرستان شینگتانگ
شهرستان شینگتانگ (به لاتین: Xingtang County) یک شهرستان‌های جمهوری خلق چین در چین است که در شیجیاژوانگ واقع شده‌است.